# Чишма (Аргаяшский район)
Чишма — деревня в Аргаяшском районе Челябинской области России. Входит в состав Байрамгуловского сельского поселения.

## География
Расположена в западной части района, на северо-восточном берегу Аргазинского водохранилища на реке Миасс. Расстояние до районного центра села Аргаяш 33 км.
Первое название: Ключёвка. Со временем стало использоваться башкирское название Чишма, означающее источник, ключ, родник. Основана на месте организованных в XIX веке заимок.

## Население
| 1956 | 1959 | 1970 | 1983 | 1995 | 2002 | 2010 |
| ---- | ---- | ---- | ---- | ---- | ---- | ---- |
| 176  | ↗192 | ↗231 | ↘141 | ↘93  | ↗96  | ↘45  |

## Улицы
- Дачный,
- Приозерная,
- Солнечная.[7]